# Bertha Antal
Felsőőri Bertha Antal (Rábahídvég, 1808. február 13. – Rábahídvég, 1874. július 30.) Vas vármegye főjegyzője, országgyűlési követe, táblabíró, földbirtokos.

## Élete
1808. február 13-án született Rábahídvégen, édesapja felsőőri Bertha Ignác vasi alispán, földbirtokos, édesanyja lovászi és szentmargitai Sümeghy Judit Marianna volt.
Az 1830-as években Vas vármegye főjegyzőjeként tevékenykedett, majd a vármegye az 1840. évi országgyűlésére lukafalvi Zarka János alispánt és Bertha Antalt küldte országgyűlési követeként. Az országgyűlésen az egyik akkori legfontosabb téma az örökváltság (a jobbágyfelszabadítás egy formája) volt: a vita során több mint negyven felszólalás hangzott el, közöttük az újonnan delegált Vas vármegyei követé, Bertha Antalé is. Bertha a természetjogra, az egyén és a nemzet közös érdekeire való hivatkozással kiállt az engedőleges örökváltság bevezetése mellett, egyszersmind kijelentette, hogy megyéje (amennyiben a szeptember 9-i kerületi ülésen kialakított többségi véleményt az országos ülés nem erősítené meg) bizonyos kompromisszumok elfogadására is hajlandó. Bertha elmondta, hogy Vas kész azzal a megszorítással is támogatni az örökváltságot, hogy mindaddig, amíg az ősiséggel kapcsolatos törvénycikkely átdolgozása meg nem történik, addig az örökváltsági szerződések "...csak úgy tétethessenek, mind a nemesi birtokra nézve, hogy ti. csak a kir. tábla előtt ex negleeta praemonitione és ex praejudicio invalidáltathassanak...", azaz vonatkozzon reájuk, helyesebben a szerződésekben érintett földekre az elmulasztott felkínálásból és sérelemből adódó hatálytalanítás, érvénytelenítés törvényes lehetősége. Bertha egyúttal közölte, hogy Vas vármegye elképzelhetőnek tartja azt is, hogy a hitbizományi javakat érintő örökváltsági szerződések esetében a szerződő földesúr a megváltási tőke helyett csak annak kamatait kaphatja kézhez. Később polgári törvényszéki választott rendes képviselő volt.
1839. szeptember 1-jén megszületett Szombathelyen első gyermeke, Bertha Amália, aki 1868-ban férjhez ment Okolicsányi Dénes bizottsági taghoz. 1841. április 15-én megszületett első fia, Bertha György, aki később országgyűlési képviselő lett. 1847-ben, apja halála után ő örökölte meg a rábahídvégi Bertha-kastélyt, mely később fiára, Györgyre szállt.
Vas vármegye 1845. január 27-ei közgyűlésén Bertha Antal önkéntes adófizetést vállalt, melyhez többek között Széli József másodalispán, Bezerédy László főjegyző, Szabó Miklós tiszteletbeli főjegyző és Glavina Lajos táblabíró is csatlakozott.
1874. július 30-án hunyt el Rábahídvégen gutaütés következtében, a temetése szintén itt történt.

## Családja
1838. november 11-én feleségül vette bezerédi Bezerédj Ludovikát (Veszprém, 1810. május 3. – Rábahídvég, 1872. június 19.) Rumon, akinek a szülei bezerédi Bezerédj György alnádor és mezőszegedi Szegedy Antónia (1782–1842) voltak. Házasságukból összesen hat gyermek született.
- Bertha Márton
  - Bertha Márton
    - Bertha István (Felsőőr, 1650 – Völcsej, 1720) – Czupi Zsuzsanna
      - Bertha György (Völcsej, 1692 – Rábahídvég, ?) – kisbarnaki Farkas Katalin
        - Bertha Imre (Rábahídvég, 1723 – Rábahídvég, 1769) – Szily Katalin (1730 – Rábahídvég, 1767)
          - Bertha Márton (Rábahídvég, 1755 – Rábahídvég, 1786) – Lancsics Klára (Egyházasszecsőd, 1756 – Rábahídvég, 1824)
            - Bertha Ignác (Rábahídvég, 1780 – Rábahídvég, 1847) vasi alispán – lovászi és szentmargithai Sümeghy Judit (Söjtör, 1792 – Tömörd, 1880)
              - Bertha Antal (Rábahídvég, 1808 – Rábahídvég, 1874) vasi főjegyző – Bezerédy Anna Mária Ludovika (Veszprém, 1810 – Rábahídvég, 1872)
                - Bertha Amália (Szombathely, 1839 – Uraiújfalu, 1928) – Okolicsányi Dénes (Rum, 1836 – Uraiújfalu, 1926) vasi törvényhatósági bizottsági tag
                - Bertha György (Rábahídvég, 1841 – Rábahídvég, 1905) főszolgabíró – farkasfalvi Farkas Gizella (Sárosd, 1838 – Rábahídvég, 1912)

              - Bertha Mária (Rábahídvég, 1810 – Gór, 1890) – guári és felsőszelestei Guáry Károly (1802–1864) táblabíró, birtokos
              - Bertha Sándor (Rábahídvég, 1812 – Bécs, 1832) királyi testőr
              - Bertha Julianna (Rábahídvég, 1817 – Táplánszentkereszt, 1873) – dukai és szentgyörgyvölgyi Széll József (Bucsu, 1801 – Szombathely, 1871) vasi főispán
                - dukai és szentgyörgyvölgyi Széll Kálmán (Gasztony, 1843 – Rátót, 1915) miniszterelnök

              - Bertha Mária (Rábahídvég, 1820 – Tömörd, 1893) – chernelházi Chernel Ferdinánd (1815–1891) alispán, táblabíró

Felesége rokonai
- Apai nagyszülők: bezerédi Bezerédj Péter (1754-1812) insurgens kapitány - barkóczi Rosty Magdolna (1762-1799)
- Anyai nagyszülők: mezőszegedi Szegedy Ignác Zala vármegyei alispán - barkóczi Rosty Katalin (1753-1787)

## Munkái
- Méltóságos lomniczai Skerlecz József urnak neve ünnepére. Szombathely, 1825 (költemény, írta a szombathelyi magyar társaság nevében mint másodéves filozófus)
- A nemeseknek a házi adó terheibeni részesüléséről. uo., 1845

## Galéria

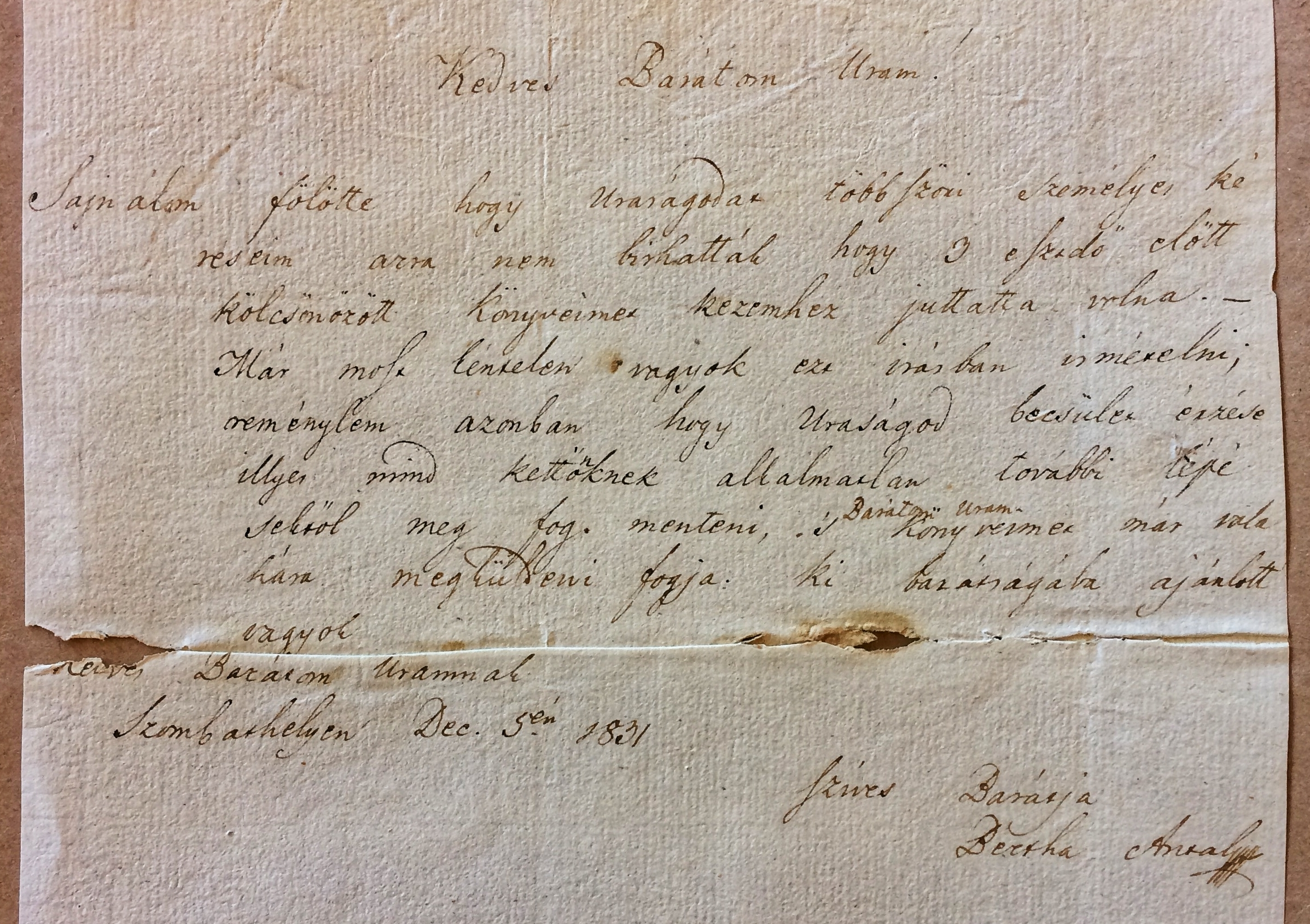
Levele egy Kölcsey családtaghoz, 1831, Szombathely
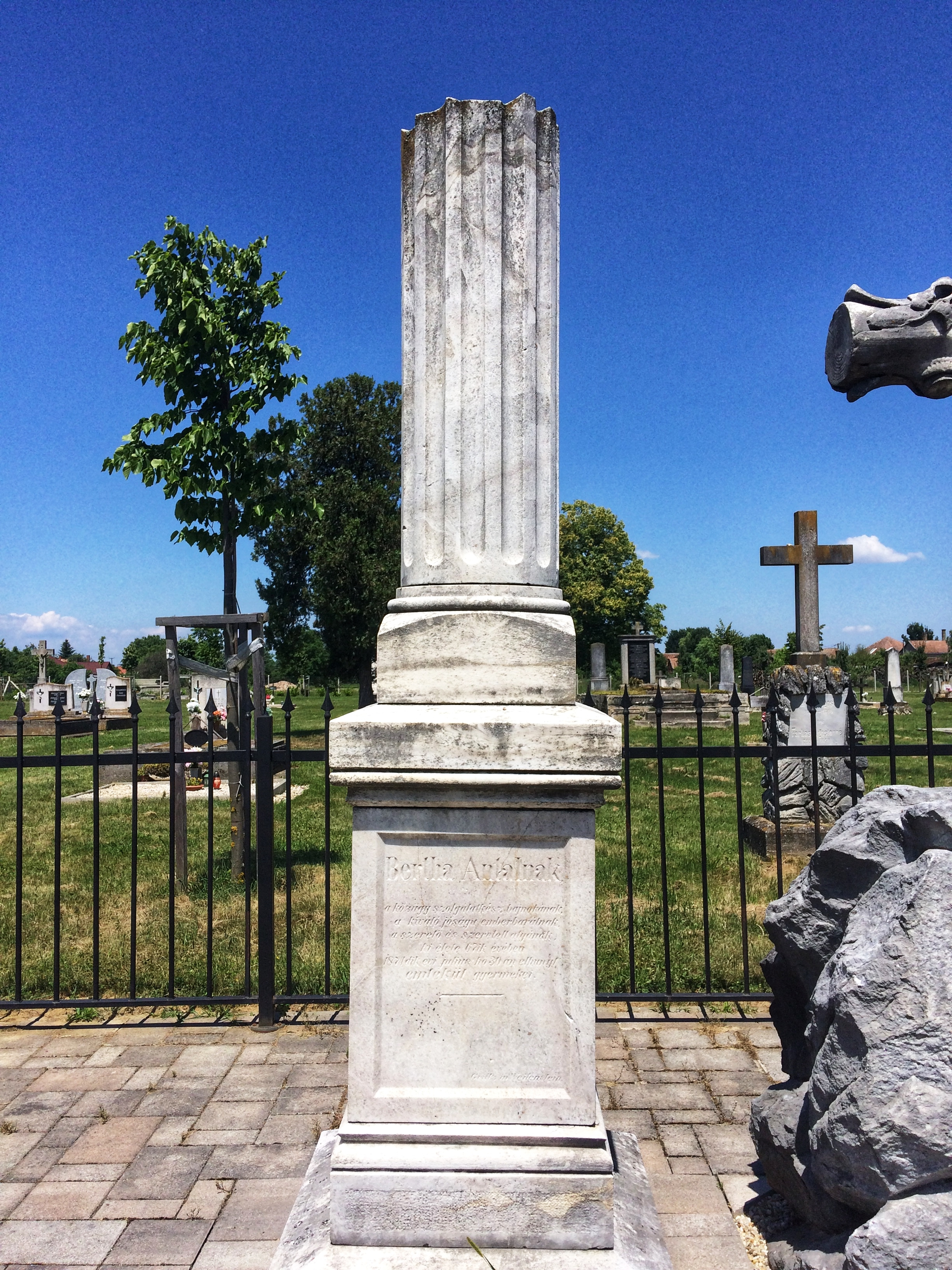
Sírhelye a rábahídvégi temetőben
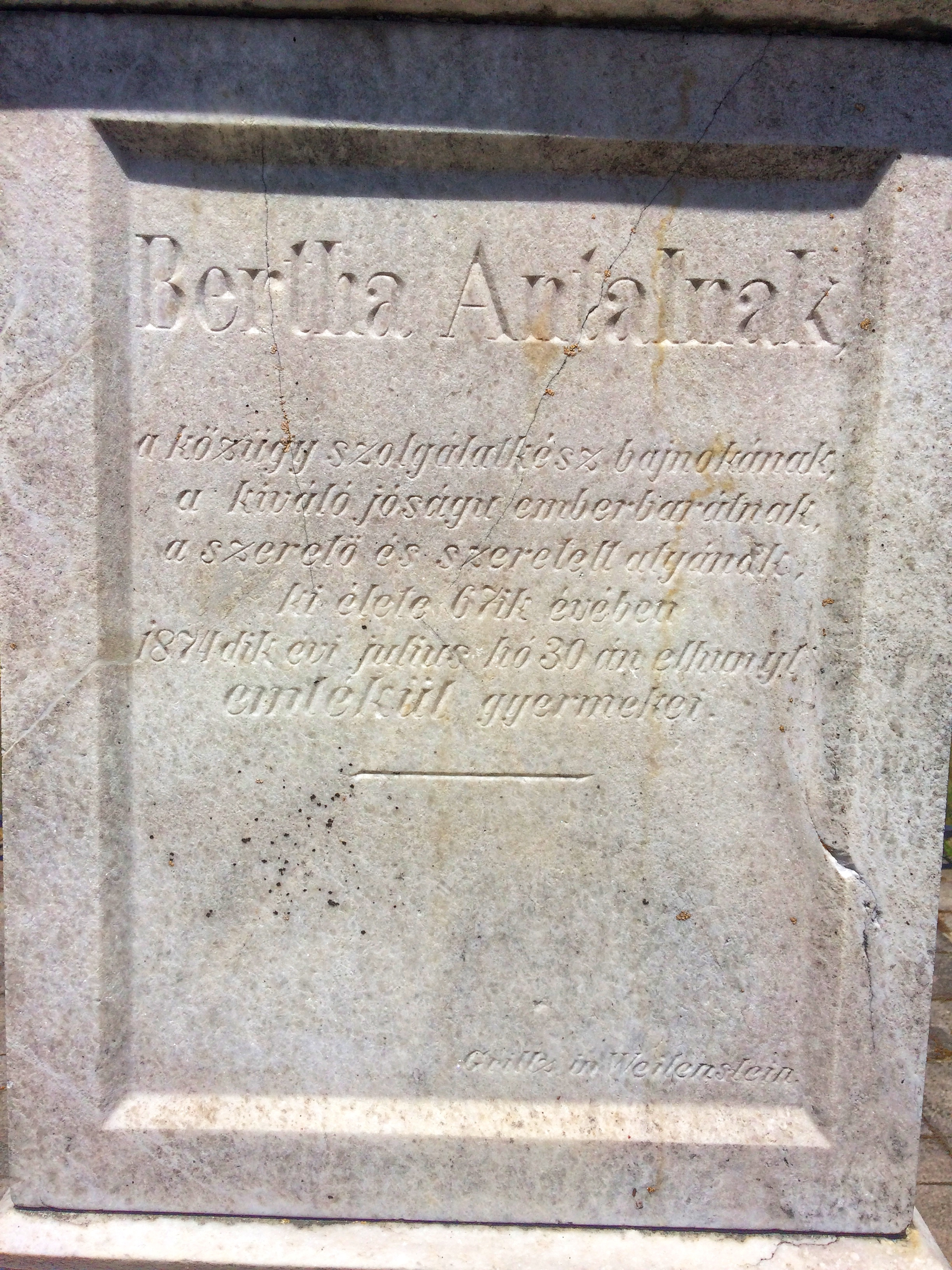
Sírhelyének felirata
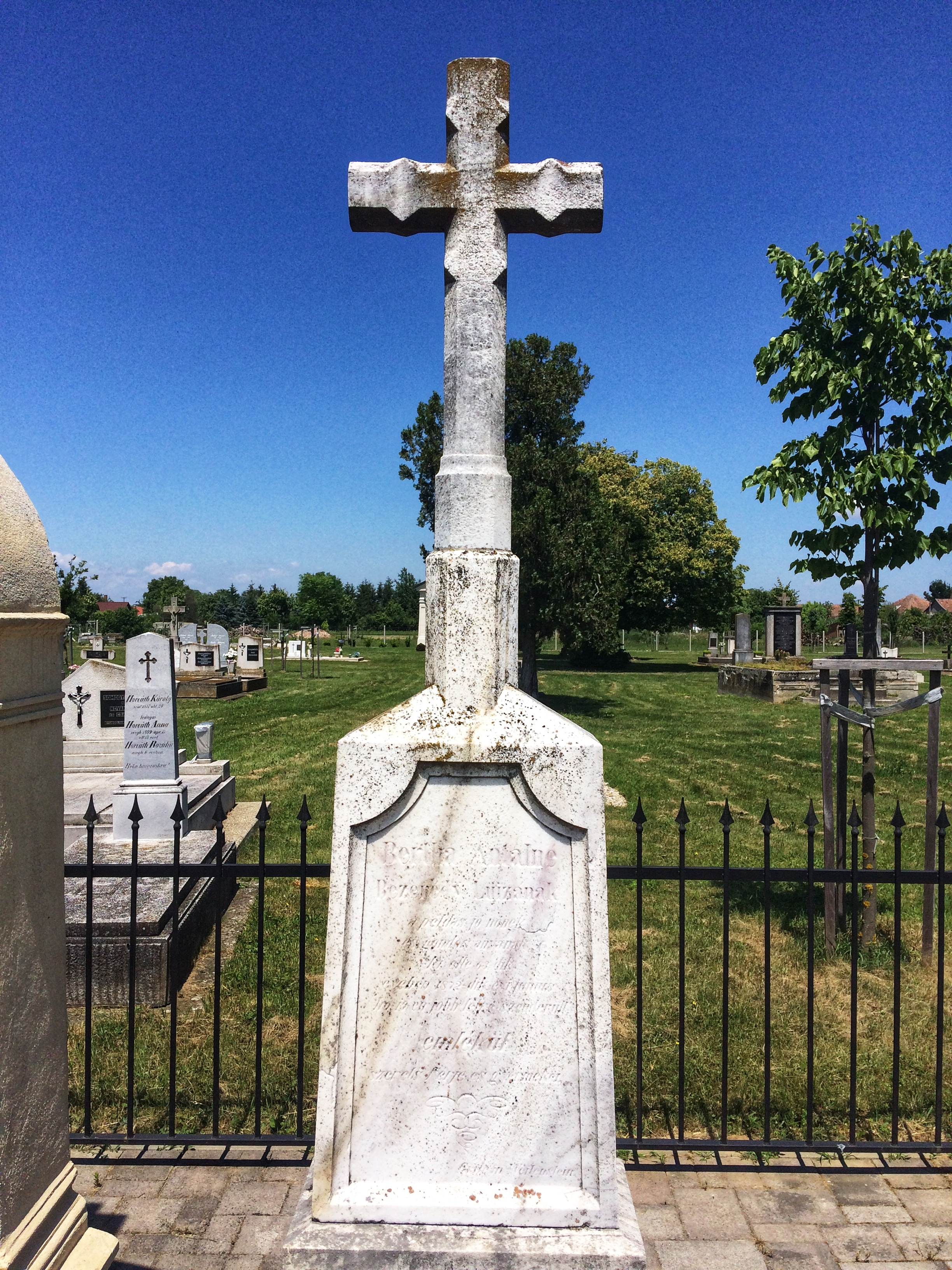
Felesége, Bezerédj Ludovika (1810-1872) sírhelye
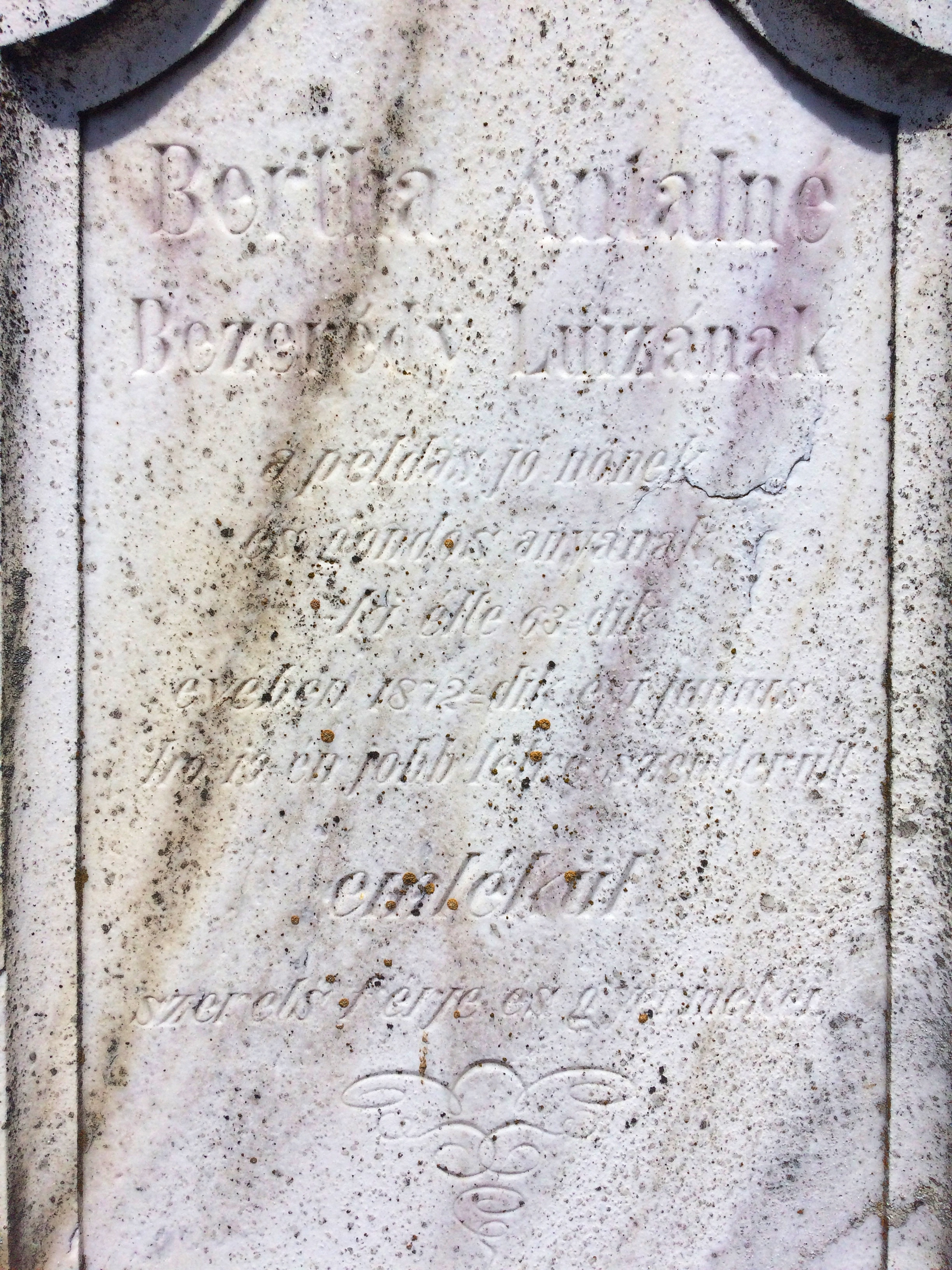
Felesége sírhelyének felirata